# Häggholmen
Häggholmen är ett naturreservat i Hallstahammars kommun i Västmanlands län.
Området är naturskyddat sedan 1962 och är 11 hektar stort. Reservatet ligger vid en nordlig vik av Mälaren och består av   gamla lövträd.